# Christopher Hornsrud
Christopher Andersen Hornsrud (Skotselv, 15 novembre 1859 – Oslo, 12 dicembre 1960) è stato un politico norvegese, primo esponente del partito laburista a ricoprire la carica di ministro della Norvegia (dal gennaio al febbraio 1928).